# إموري ريمينغتون
إموري ريمينغتون (بالإنجليزية: Emory Remington)‏ هو عازف مترددة ‏ أمريكي، ولد في 1892، وتوفي في 1971.